# M'Bam Diatigui Diarra
M’Bam Diatigui Diarra est une avocate et militante des droits de l’homme malienne, née le 2 octobre 1946 à Dakar (Sénégal) et morte le 18 janvier 2011 à Bamako (Mali). Elle a exercé les fonctions de Médiateur de la République entre 2009 et sa mort.

## Biographie
Après des études secondaires au Lycée de Jeunes Filles de Bamako où elle obtient le baccalauréat philosophie-langues en 1966, elle entreprend des études de psychopédagogie en France et obtient un diplôme de formation d’éducatrice préscolaire en 1974 à l’Institut de formation pédagogique de Montrouge.
De retour au Mali, elle occupe plusieurs fonctions dans le domaine de l’enfance : chargée de l’encadrement des femmes et enfants des camps de sinistrés touaregs dans la région de Gao, directrice du jardin d’enfants de Mopti, coordinatrice des jardins d’enfants et services sociaux des 6e et 7e régions, Chef de la section sociale de la Société malienne d'importation et d'exportation (SOMIEX) .
Entre 1981 et 1985, elle poursuit des études de droit à l’École nationale d’administration où elle obtient une maîtrise. Elle s’inscrit au barreau malien en 1986.
Militante des droits de l’homme, elle assure la vice-présidence de la Conférence nationale et participe au Comité de transition pour le salut du peuple après la destitution de Moussa Traoré en 1991. Elle préside la commission institutionnelle et juridique et est membre de l’équipe de supervision de la commission d élaboration de la nouvelle constitution du Mali.
M’Bam Diatigui Diarra assure la présidence de l’Association malienne des droits de l'homme  entre 1991 et 1998 et s’engage au niveau international comme rapporteure spéciale sur la situation des Droits de l’Homme au Tchad pour le compte du Centre des Nations unies pour les droits de l’Homme entre 1994 et 1996, coordinatrice du Programme d’assistance judiciaire à l’Office du Haut commissaire aux droits de l’Homme au Burundi entre 1997 et 1999, coordonnatrice des activités en direction des institutions de la République, des partis politiques, des femmes et de la société civile au Bureau des Nations unies en Guinée-Bissau entre 1999 et 2003.
Au Mali, elle participe au Comité de réflexion sur l’approfondissement de la démocratie, présidé par Daba Diawara. Le 9 juin 2009, elle est nommée Médiateur de la République, fonction qu’elle occupe jusqu’à son décès le 18 janvier 2011 à la suite d'un accident de circulation survenu dans la nuit vers 23h à Dialakorobougou à 20 km de Bamako. 

## Hommages
Lors de ses obsèques le 20 janvier 2011, le président de la république Amadou Toumani Touré élève, à titre posthume, M’Bam Diatigui Diarra, au grade de commandeur de l’ordre national en reconnaissance de son combat de défenseur des démunis et des plus faibles.